# 王炳奎
王炳奎，山西省蒲州府榮河縣人，清朝政治人物。進士出身。
光緒二年（1876年），參加丙子恩科會試，得貢士第144名。殿試登進士2甲第155名。同年五月（6月3日），著分六部學習。